# Zwaluwtil

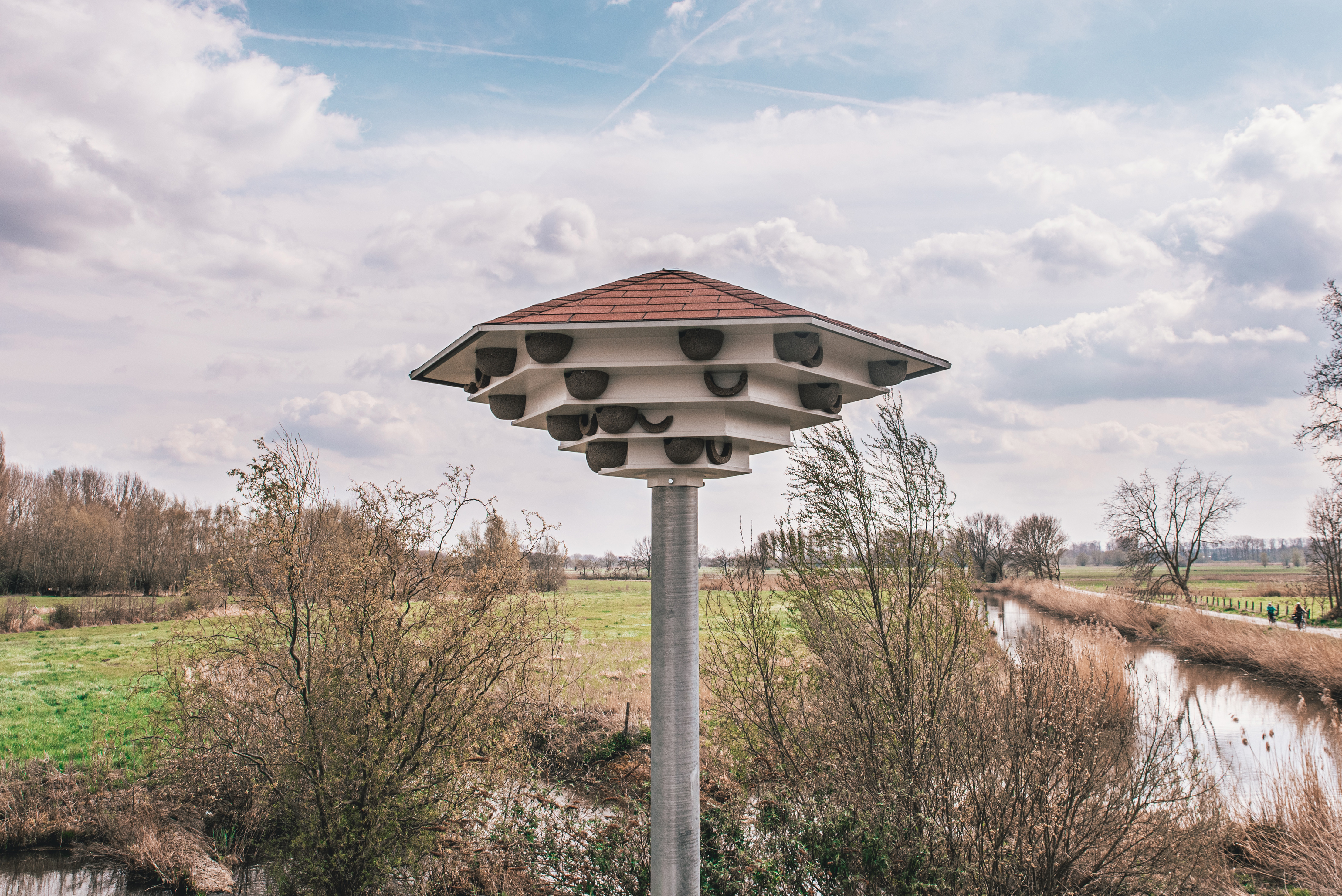
Een van de grootste huiszwaluwtillen van België staat aan de toegangspoort van de Kalkense Meersen. De zwaluwtil is 6 meter hoog en kan plaats bieden voor 90 nesten.

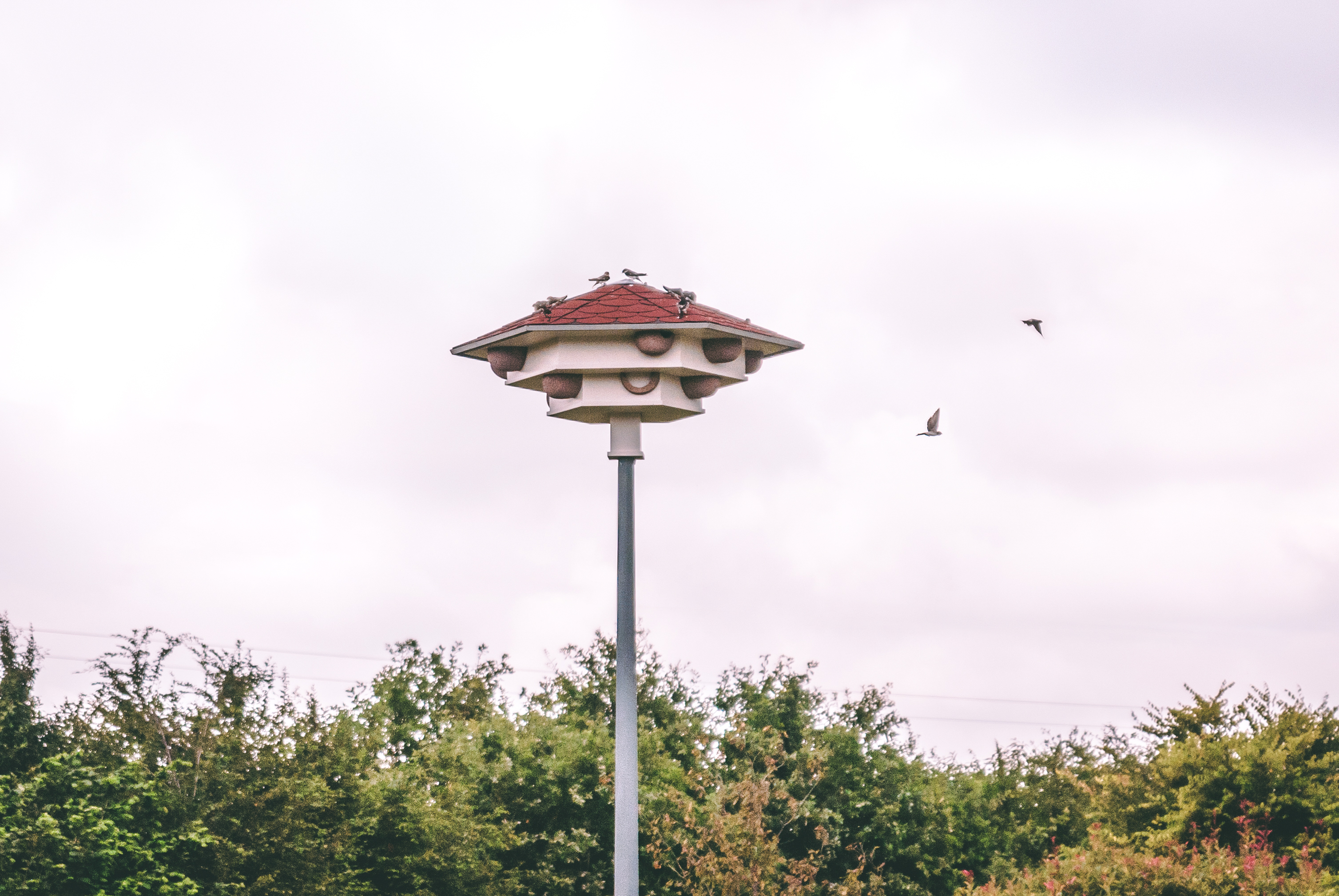
Zwaluwtil met kolonie huizwaluwen.

Een zwaluwtil of huiszwaluwtil is een kunstmatige nestgelegenheid voor de huiszwaluw.
De til bestaat uit een staak met daarbovenop een aantal overhangende ronde of vierkante schijven waartegen en waaronder kunstnesten zijn aangebracht waarin zwaluwen zich kunnen nestelen. Het plaatsen van tillen compenseert het verlies aan nestgelegenheid door andere bouwmethoden bij huizen en boerderijen.
De eerste zwaluwtillen verschenen in Duitsland. In Nederland werd de eerste til geplaatst te Biddinghuizen in 2008. Sindsdien is het aantal tillen toegenomen tot ruim 140 in 2015. De gemiddelde jaarlijkse bezettingsgraad steeg in deze periode van 3% naar 15%.